# Sacco vitellino
Il sacco vitellino è una formazione anatomica che, nei cordati, assolve alle funzioni nutrizionali nei primi stadi di sviluppo dell'organismo. Negli avannotti dei teleostei è ben riconoscibile nei primissimi giorni dopo l'uscita dall'uovo.

## Nei mammiferi

### Nei topi
Nel topo, il sacco vitellino è il primo sito della formazione del sangue, che porta alla produzione di eritrociti e macrofagi primitivi.

### Negli esseri umani
Il sacco vitellino è situato sulla parte ventrale dell'embrione; è rivestito dall'endoderma, fuori da cui si trova uno strato di mesoderma. È il primo elemento visibile nel sacco gestazionale durante la gravidanza, di solito intorno alle 5 settimane di gestazione. Lo si vede abbastanza chiaramente agli ultrasuoni ed è riconoscibile fin dall'inizio in modo affidabile.
Il sangue è convogliato alla parete del sacco vitellino dall'aorta primitiva; dopo aver circolato attraverso un plesso capillare a maglia larga (abbozzo del sistema circolatorio), viene restituito dalle vene vitelline al tubo cardiaco dell'embrione. Questo circolo costituisce la circolazione vitellina, e per mezzo di essa il materiale nutritivo viene assorbito dal sacco vitellino e convogliato all'embrione.
Alla fine della quarta settimana, il sacco vitellino presenta l'aspetto di una piccola apertura a forma di pera (vescicola ombelicale) che si apre nel tubo digerente tramite un lungo tubo stretto, il dotto vitellino.
Il sacco vitellino può essere visto, dopo l'espulsione della placenta, come un piccolo corpo ovale il cui diametro varia da 1 mm a 5 mm; è situato tra l'amnios e il corion e può trovarsi sopra o a una distanza variabile dalla placenta.

#### Fluido vitellino
È riempito di fluido, il fluido vitellino, che può anche essere utilizzato per il nutrimento dell'embrione durante i primi stadi della sua esistenza.
Solitamente il dotto subisce una completa obliterazione durante la settima settimana, ma circa nel 3% dei casi, la sua parte prossimale persiste come un diverticolo del piccolo intestino, il diverticolo di Meckel, situato circa trenta centimetri al di sopra della valvola ileocecale, e può connettersi con una corda fibrosa alla parete addominale e all'ombelico.
A volte, un restringimento del lume dell'ileo è visibile dalla parte opposta al sito di attacco del dotto.

#### Istogenesi
Il sacco vitellino inizia a formarsi durante la seconda settimana dello sviluppo embrionale, contestualmente alla costituzione della vescicola amniotica. L'ipoblasto inizia a proliferare lateralmente e inizia poi a scendere verso il basso.
Nel frattempo, la membrana di Heuser, derivante dalla proliferazione dell'ipobasto, posta sul polo opposto della vescicola in formazione, inizia la sua proliferazione verso l'alto e s'incontra con l'ipoblasto, che continua però per un certo tratto la sua discesa.
Si è così costituito il sacco vitellino.

#### Modificazioni
- Sacco vitellino primario: è la vescicola costituitasi nella seconda settimana; il suo pavimento è costituito dalla membrana di Heuser e la sua volta dall'ipoblasto.
- Sacco vitellino secondario: questa prima trasformazione è determinata dalla delaminazione del magma reticolato (reticolo extraembrionale[1]) che riveste esternamente il sacco; ciò porta a una strozzatura nella sua parte terminale, nella zona di connessione tra ipoblasto e membrana esocelomica di Heuser. Le due parti si distaccano, e quella inferiore, di dimensioni minori, costituisce una cisti che verrà presto riassorbita. La parte superiore è adesso rivestita solo dall'ipoblasto.
- Sacco vitellino definitivo: durante la quarta settimana di sviluppo, durante cui avviene la determinazione delle superfici embrionali, il sacco vitellino subisce esternamente la pressione della piega cefalica, della piega caudale e delle pieghe laterali. Una piccola porzione del sacco, nella parte superiore, viene a costituire il tubo intestinale. La parte immediatamente inferiore, invece, forma il mesentere ventrale. La parte più distale costituisce una piccola vescicola, ciò che resta del sacco vitellino.